# Lille Olympique Sporting Club (femenino)
La sección femenina del Lille Olympique Sporting Club es un club de fútbol femenino de la ciudad de Villeneuve-d'Ascq, Francia. Fue fundado en 2005. Juega sus encuentros de local en una de las canchas del Stadium Lille Métropole. Desde la temporada 2025 compitira en la Division 2 Féminine.

## Historia
El club fue oficialmente fundado en 2005, luego de fusionarse con el FF Templemars-Vendeville de la Division 2. El club jugó muchos años en esta categoría, hasta 2017 cuando el LOSC ganó la D2 y ascendió a la División 1 Féminine. En su primera campaña en primera, el club logró el sexto lugar en la clasificación.